# Caroline Mulroney
Pour les articles homonymes, voir Mulroney (homonymie).
Caroline Anne Mulroney Lapham, née le 11 juin 1974, est une juriste, avocate et femme politique canadienne.
Membre du Parti progressiste-conservateur de l'Ontario, elle est élue députée de la circonscription de York-Simcoe à l'Assemblée législative de l'Ontario lors de l'élection du 7 juin 2018, puis nommée ministre déléguée aux Affaires francophones dans le gouvernement de Doug Ford le 29 juin. À la même date, elle assume également le poste de procureure générale de l'Ontario dans le gouvernement de Doug Ford qu'elle conserve jusqu'au 20 juin 2019, où elles devient ministre des Transports.

## Biographie

### Famille
Caroline Mulroney est la fille aînée de l'ex-premier ministre du Canada Brian Mulroney et de son épouse Mila Pivnicky. 
Depuis le 16 septembre 2000, elle est mariée à Andrew Lapham, fils de Lewis H. Lapham, chroniqueur au Harper's Magazine. Ils ont quatre enfants et vivent dans le secteur Forest Hill, à Toronto.

### Études
Caroline Mulroney possède un diplôme de premier cycle de l'Université Harvard et un diplôme de juris doctor de l'Université de New York. Elle parle couramment français.

## Carrière politique
Le 12 décembre 2015, le Toronto Sun évoque son intérêt pour la vie politique dans un article. 
Le 2 août 2017, elle annonce sa candidature à l'investiture du Parti progressiste-conservateur de l'Ontario dans la circonscription de York-Simcoe en vue des élections générales du 7 juin 2018 en Ontario. Elle remporte l'investiture par acclamation le 10 septembre 2017.
À la suite de la démission de Patrick Brown de la chefferie du Parti progressiste-conservateur de l'Ontario à la suite d'allégation d'inconduite sexuelle en janvier 2018, elle est candidate à la chefferie du parti. Elle termine en troisième position, derrière l'ex-députée Christine Elliott et l'ex-conseiller municipal de Toronto Doug Ford.
En juin 2018, elle est élue à l'Assemblée législative de l'Ontario et nommée ministre déléguée aux Affaires francophones dans le gouvernement conservateur de Doug Ford. En novembre 2018, lorsque son gouvernement annonce la suppression d’institutions et de projets de la minorité franco-ontarienne, Caroline Mulroney justifie ces décisions en invoquant l'état des finances publiques. Quelques jours plus tard, le 26 novembre, le gouvernement Ford la promeut de ministre déléguée à ministre en titre des Affaires francophones.